# Itinerario de Antonino
El llamado Itinerario Antonino o Itinerario de Antonino Augusto Caracalla es un documento de la Antigua Roma, que se supone redactado en el siglo III, en el que aparecen recopiladas las rutas del Imperio romano. 

Principales calzadas romanas de Hispania, recogidas en el Itinerario de Antonino.

## Copias
De este itinerario solo se conserva la copia procedente de la época de Diocleciano (siglo IV).[cita requerida] A pesar de su nombre, no parece que tenga relación con el emperador Antonino Pío, sino más bien con Marco Aurelio Antonino, conocido como Caracalla, que gobernó desde 211 hasta 217, y en cuyos tiempos se habría empezado a compilar el itinerario, que sufrió numerosas modificaciones a lo largo de los siglos III y IV, por lo que también es conocido como "Itinerarios Antoninos".[cita requerida]

## Contenido

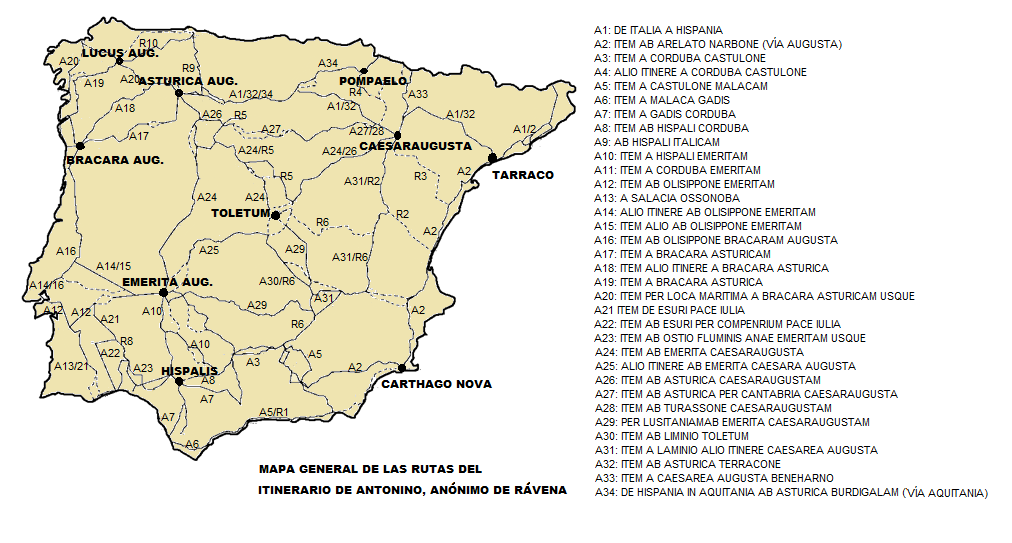
Mapa general Itinerario Antonino

En cada ruta se identificaban mansiones, correspondencias y millas. Por sus características e indicaciones, parece más ideado con el fin de facilitar la localización de los núcleos de población con fines recaudatorios que como ayuda al viajero. A pesar de ello, las indicaciones sobre distancias del citado itinerario han permitido localizar una gran multitud de emplazamientos desaparecidos por toda la antigua red de vías romanas, así como de algunas calzadas romanas no documentadas por otras fuentes.
En este documento se señalan 372 rutas, de las cuales 34 corresponden a las Provincias de Hispania (del n.º I al n.º XXXIV). El Itinerario Antonino sólo comprende los caminos que constaban en el Registro de Pretor, o tal y como se diría hoy, carreteras del Estado, faltando todos los caminos vecinales de los que tenemos referencias por Plinio el Viejo, Estrabón y otros escritores. Por eso el Itinerario no es una recopilación completa de las calzadas romanas, aunque sí comprende algunas de las principales. 
| Itinerario de Antonino: Vías en Hispania |                                                                  |
| A1                                       | De Italia a Hispania                                             |
| A2                                       | Item ab Arelato Narbone (Vía Augusta)                            |
| A3                                       | Item a Corduba Castulone                                         |
| A4                                       | Alio Itinere a Corduba Castulone                                 |
| A5                                       | Item a Castulone Malacam                                         |
| A6                                       | Item a Malaca Gadis                                              |
| A7                                       | Item a Gadis Corduba                                             |
| A8                                       | Item ab Hispali Corduba                                          |
| A9                                       | Ab Hispali Italicam                                              |
| A10                                      | Item a Hispali Emeritam                                          |
| A11                                      | Item a Corduba Emeritam                                          |
| A12                                      | Item ab Olisippone Emeritam                                      |
| A13                                      | A Salacia Ossonoba                                               |
| A14                                      | Alio Itinere ab Olisippone Emeritam                              |
| A15                                      | Item Alio ab Olisippone Emeritam                                 |
| A16                                      | Item ab Olisippone Bracaram Augusta                              |
| A17                                      | Item a Bracara Asturicam                                         |
| A18                                      | Item Alio itinere a Bracara Asturica                             |
| A19                                      | Item a Bracara Asturica                                          |
| A20                                      | Item per loca marítima a Bracara Asturicam usque                 |
| A21                                      | Item de Esuri Pace Iulia                                         |
| A22                                      | Item de Esuri per Comperium Pace Iulia                           |
| A23                                      | Item ab Ostio Fluminis Anae Emeritam usque                       |
| A24                                      | Item ab Emerita Caesaraugusta                                    |
| A25                                      | Alio Itinere ab Emerita Caesara Augusta                          |
| A26                                      | Item ab Asturica Caesaraugusta                                   |
| A27                                      | Item ab Asturica per Cantabria Caesaraugusta                     |
| A28                                      | Item ab Turassone Caesaraugustam                                 |
| A29                                      | Per Lusitaniam ab Emerita Caesaraugustam                         |
| A30                                      | Item ab Liminio Toletum                                          |
| A31                                      | Item a Lamio alio itinere Caesarea Augusta                       |
| A32                                      | Item ab Asturicam Terracone                                      |
| A33                                      | Item a Caesarea Augusta Beneharno                                |
| A34                                      | De Hispania in Aquitania, ab Asturica Burdigalam (Vía Aquitania) |

## Ejemplos
En la tabla adjunta se muestra un ejemplo para una de las vías descritas en el Itinerario. En la columna de la izquierda se muestra el texto original latino y a la derecha su equivalente actual, aproximado en algunos casos.
| Iter XXV (Vía 25)                         | |
| Alio itinere ab Emeritam Cesaragustam 369 | Otro camino de Mérida a Zaragoza, 369 millas (la vía 24 también va de Mérida a Zaragoza, pero por Salamanca) |
| Lacipea XX                                | Villar de Rena (Badajoz), 20 millas                                                                          |
| Leuciana XXIV                             | Ubicación desconocida, unos dicen que es Logrosán (Cáceres) y otros que Luciana (Ciudad Real), 24 millas     |
| Augustobriga XXII                         | Actualmente sumergida en el embalse de Valdecañas, 22 millas                                                 |
| Toletum LV                                | Toledo, 55 millas                                                                                            |
| Titulciam XXXIV                           | Titulcia (Madrid), 34 millas                                                                                 |
| Complutum XXX                             | Alcalá de Henares, 30 millas                                                                                 |
| Arriaca XXII                              | Guadalajara, 22 millas                                                                                       |
| Caesada XXIV                              | Espinosa de Henares, 24 millas                                                                               |
| Segontia XXIV                             | Sigüenza, 24 millas                                                                                          |
| Arcobriga XXIII                           | Monreal de Ariza, 23 millas                                                                                  |
| Aquae Bilbilitanorum XXIV                 | Alhama de Aragón, 24 millas                                                                                  |
| Bilbilis XVI                              | Calatayud, 16 millas                                                                                         |
| Nertobriga XXI                            | Calatorao, 21 millas                                                                                         |
| Segontia XIV                              | Cerca de Bárboles, 14 millas                                                                                 |
| Cesaraugusta XIV                          | Zaragoza, 14 millas                                                                                          |

## Otras fuentes antiguas para el estudio de las calzadas romanas

### Península ibérica
- Vasos de Vicarello
- Anónimo de Rávena
- Tabula Peutingeriana
- Tablas de barro de Astorga
- Tegula de Valencia
- Guidonis Geographica
- Itinerarium maritimum